# Майкл Елліс ДеБейкі
Майкл Елліс ДеБейкі (англ. Michael Ellis DeBakey; 7 вересня 1908 — 11 липня 2008, Х'юстон) — американський кардіохірург.

## Біографія
Народився 7 вересня 1908 року в Луїзіані як Michel Dabaghi в родині ліванських емігрантів.
За 70-річну лікарську кар'єру винайшов і упровадив безліч апаратів, методів і процедур, які допомогли тисячам хворих у всьому світі. Серед них — дакронові артерії, штучне серце, серцеві насоси і багато що інше.
У 1964 році першим у світі зробив успішну операцію по аортокоронарному шунтуванню — обведенню судини, закупореної атеросклеротичною бляшкою, за рахунок вшивання нового. За допомогою цього складного хірургічного втручання, що проводиться на «відкритому серці», відновлюється кровопостачання серцевого м'яза.
Майкл ДеБейкі розробив також концепцію так званого «мобільного армійського хірургічного госпіталю», впровадження якої врятувало життя тисяч американських солдатів під час корейської і в'єтнамської воєн. Він служив радником всіх американських президентів за останні 50 років, а також консультував глав багатьох держав. Майкл Дебейкі брав участь у створенні Національної медичної бібліотеки, яка є найбільшою серед медичних книгозібрань у світі.
ДеБейкі написав більше 1300 статей і книг з медицини, хірургії, медичної освіти і інших областей. Деякі його книги стали бестселерами. Протягом своєї кар'єри виконав понад 60 тисяч операцій на серці і підготував тисячі хірургів. Серед його пацієнтів — голови багатьох держав.
У 1976 році його учні утворили Міжнародне хірургічне товариство імені Майкла ДеБейкі.
Опікунська рада Бейлорського університету в Х'юстоні, де ДеБейкі керував медичним коледжем, організував Центр ДеБейкі з біохімії.
ДеБейкі має безліч нагород і почесних ступенів. У 1969 році він отримав високу нагороду США — Президентську медаль свободи. У 1987 році Рональд Рейган нагородив його Національною медаллю науки.
У 1996 році консультував російських лікарів під час підготовки операції на серці президента Росії Б. М. Єльцина. У квітні 2000 року американський кардіохірург Майкл ДеБейкі удостоєний почесного звання іноземного члена Російської академії наук. На урочистій церемонії в Москві президент РАН Юрій Осипов особисто вручив йому диплом дійсного члена Академії.